# ولايت رود
ولايت‌ رود هي قرية في مقاطعة كرج، إيران. عدد سكان هذه القرية هو 1,649 في سنة 2006.